# Costa Rica durante la Segunda Guerra Mundial
Costa Rica declaró la guerra al Imperio de Japón el 8 de diciembre de 1941 tras el ataque japonés a Pearl Harbor, que extendió luego a Alemania e Italia el 11 de diciembre del mismo año. Si bien su apoyo a los Aliados durante la Segunda Guerra Mundial sería mayormente logístico y de inteligencia, y no militar.

## Antecedentes

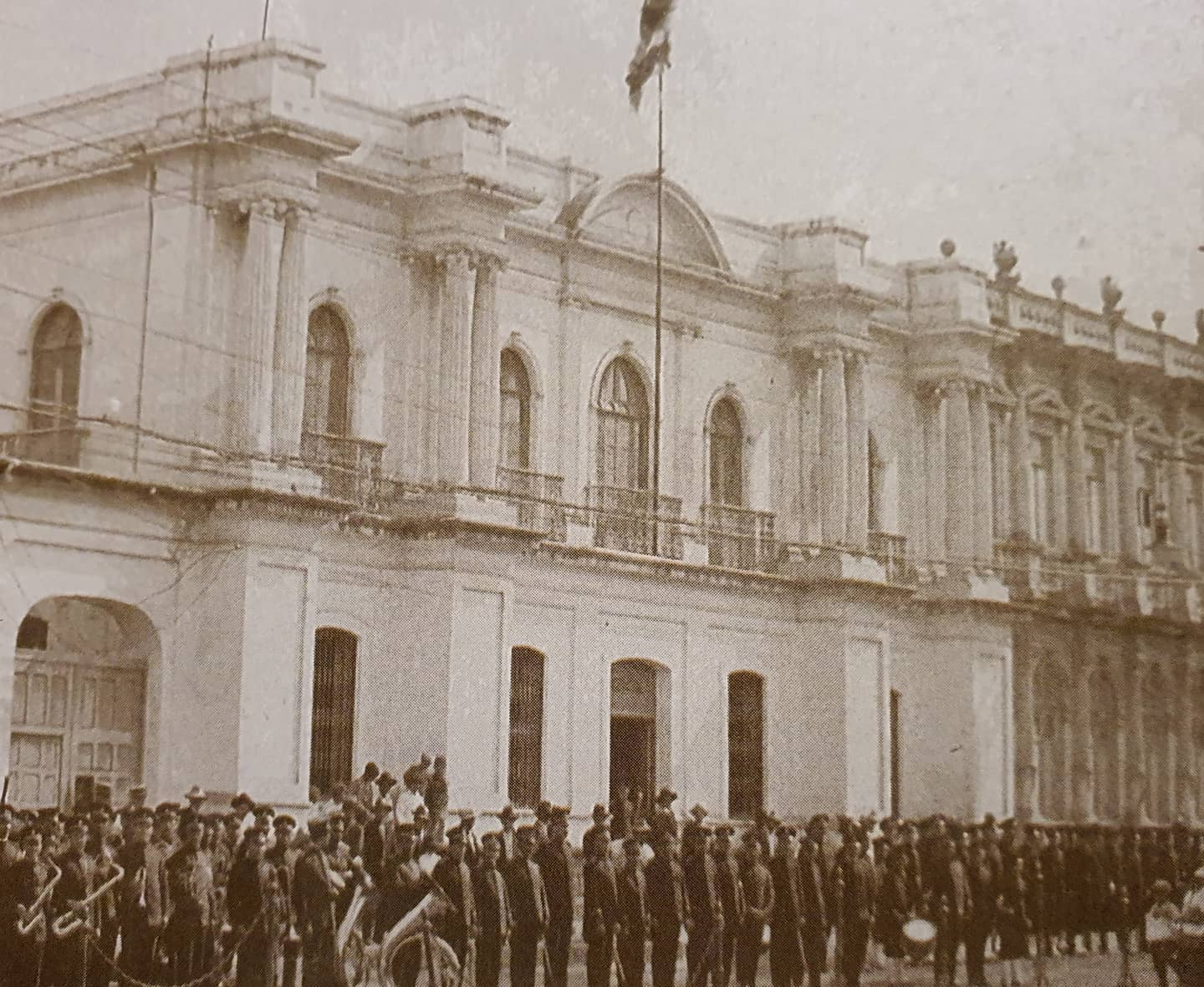
Palacio presidencial en la capital San José en el año 1923.

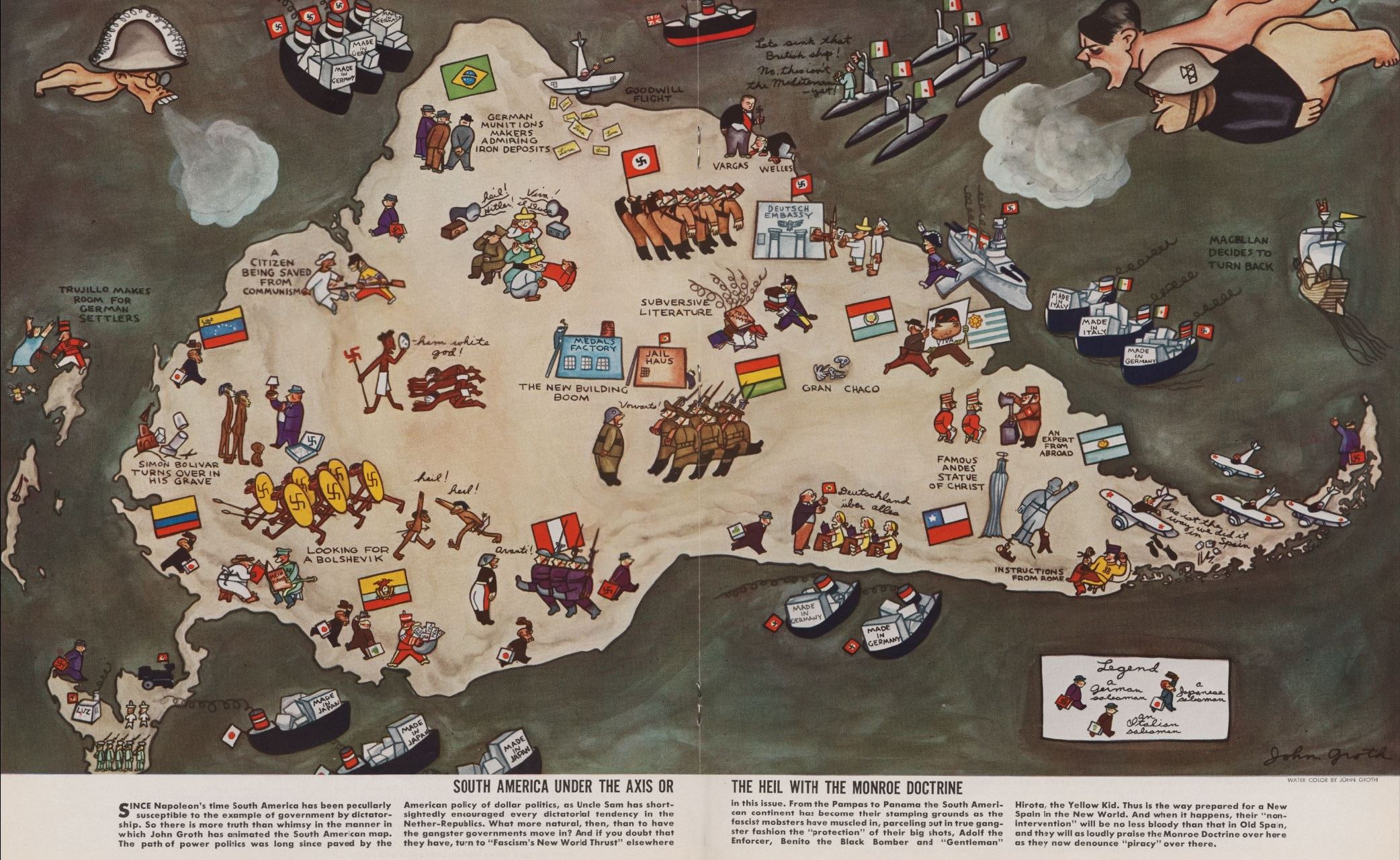
Mapa satírico de la revista Ken de 1938 ataca la intrusión comercial, cultural y militar en Sudamérica de los "gobiernos gángsters" de Alemania, Italia y Japón, "mafiosos fascistas" que se han "metido a la fuerza". Las viñetas muestran detalles de las actividades del Eje en los países de la región latinoamericana (en inglés).

Previamente Costa Rica había declarado la guerra a Alemania el 23 de mayo de 1918 durante la Primera Guerra Mundial bajo la presidencia de Federico Tinoco, aunque más como una estrategia del régimen tinoquista de congraciarse con Estados Unidos, país que no reconocía su gobierno golpista. Esfuerzo infructuoso pues el gobierno de Woodrow Wilson siguió sin reconocer a Tinoco e incluso impidió que Costa Rica enviara tropas a Europa o participará en las conferencias de paz.
Para los años 30, Costa Rica gozaba de relaciones normales con Alemania e Italia y una nutrida comunidad de inmigrantes alemanes e italianos. Incluso existían residentes simpatizantes del nazismo alemán y del fascismo italiano en el país, siendo el más notorio quizás el presidente León Cortés Castro (por el período 1936-1940) quien había vivido en la Alemania del Tercer Reich y estaba impresionado por la misma. Así por ejemplo el acorazado Schleswig-Holstein visitó el país en 1937 y sus oficiales fueron recibidos por el presidente Cortés en la Casa Amarilla (cancillería) y por la colonia alemana en el Club Alemán. Cortés también nombró al líder del NSDAP/AO local, Max Effinger, cómo jefe de migración, con la finalidad de restringir el ingreso de refugiados judíos al país que escapaban de las persecuciones antisemitas.
No obstante, una vez pasado el gobierno de Cortés la influencia fascista decayó notoriamente, en especial por la alianza del sucesor de Cortés, Rafael Ángel Calderón Guardia (período 1940-1944), con el Partido Comunista Costarricense que había sido duramente perseguido durante la administración de Cortés.  Fue durante la administración de Calderón en 1941 que se declara la guerra a Japón, Alemania e Italia tras Pearl Harbor. Calderón daría apoyo logístico a Estados Unidos permitiendo que este país crease un aeródromo en la Isla del Coco. El sucesor de Calderón, el presidente Teodoro Picado, hijo de una inmigrante polaca, sería aún más hostil al nazismo y la colaboración costarricense en los esfuerzos bélicos se mantendría.

## Hostilidades

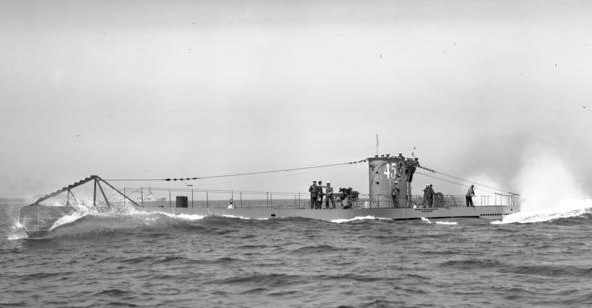
Submarino Alemán U-45 en 1938

En 1941 cuando Costa Rica aún era formalmente un país neutral se refugiaron en el puerto de Puntarenas dos barcos del Eje; el Fella de Italia y el Eisenach de Alemania. Las presiones de las embajadas británica y estadounidense convencieron al gobierno costarricense de tomar las embarcaciones, pero estas fueron incendiadas por sus tripulantes antes de ser tomadas. Los roces diplomáticos continuaron y en setiembre el Tercer Reich alemán protestó por la presencia de cónsules y embajadores costarricenses en los territorios ocupados de Francia, Bélgica, Holanda, Luxemburgo y Noruega, a lo que Costa Rica respondió el 29 de setiembre con un decreto ejecutivo que retiraba las credenciales a los representantes consulares alemanes mientras estos mantuvieran su no reconocimiento de los cónsules costarricenses en los países ocupados.
Tras declarada la guerra el gobierno costarricense tomó diversas medidas como; autorizar a las agencias policiales y de inteligencia investigar a los ciudadanos alemanes, italianos y japoneses residentes en el país que quedaban bajo vigilancia especial del Estado, incautar toda arma, explosivo o equipo de comunicación en su posición y cortar lazos comerciales con las potencias del Eje haciendo ilegal el exportar o importar productos a dichos países. Los empleadores tenían el deber de informar al Estado si contraban personas de esas nacionalidades y cuales eran sus cargos y las juntas directivas de las empresas debían hacer lo mismo con los accionistas de origen germano, italiano y nipón.
El 2 de julio de 1942, un submarino presuntamente alemán torpedea el vapor costarricense San Pablo en el muelle de Limón.  La indignación popular no se hace esperar y los dirigentes de diversos partidos políticos, incluyendo al diputado Manuel Mora del Partido Comunista, hacen un llamado a la unidad nacional. El gobierno de Rafael Ángel Calderón Guardia comienza a arrestar ciudadanos alemanes e italianos y se producen saqueos a sus comercios.
Costa Rica no participó de los combates, su apoyo se limitó a deportar ciudadanos sospechosos a Estados Unidos para ser interrogados y permitir el uso de sus aguas territoriales a los Estados Unidos. Hay constancia sin embargo de al menos un costarricense que sirvió en el Ejército de los Estados Unidos como voluntario durante la Segunda Guerra Mundial; Manuel Antillón, quien se enroló el 7 de noviembre de 1942 sirviendo en comunicación y recibió entre otras la Medalla de Buena Conducta y la Estrella de servicio. Otro costarricense, el médico Carlos Luis Collado Martínez, participó como partisano en Italia durante la ocupación por los nazis. Collado murió, junto a otros 13 partisanos, en la Masacre de Cassalechio di Reno el 10 de octubre de 1944, asesinado luego de ser bárbaramente torturado.

## Persecución de alemanes e italianos
Uno de los aspectos más polémicos de la administración Calderón sería su trato a las minorías de alemanes e italianos del país. Se reporta el arresto de familias enteras de ciudadanos inmigrantes o nacidos en el país de origen italiano, alemán y algunos pocos japoneses. Estos fueron llevados a un campo de concentración localizado al lado del entonces Aeropuerto Internacional de La Sabana donde actualmente se ubica el Estadio Nacional y otros tantos fueron deportados a campos de prisioneros en los Estados Unidos. Las condiciones de residencia eran deplorables. Además se les confiscaron sus propiedades a muchos. Si bien fueron liberados al término de la guerra, las propiedades no siempre fueron devueltas.